# Slag bij Kloesjino

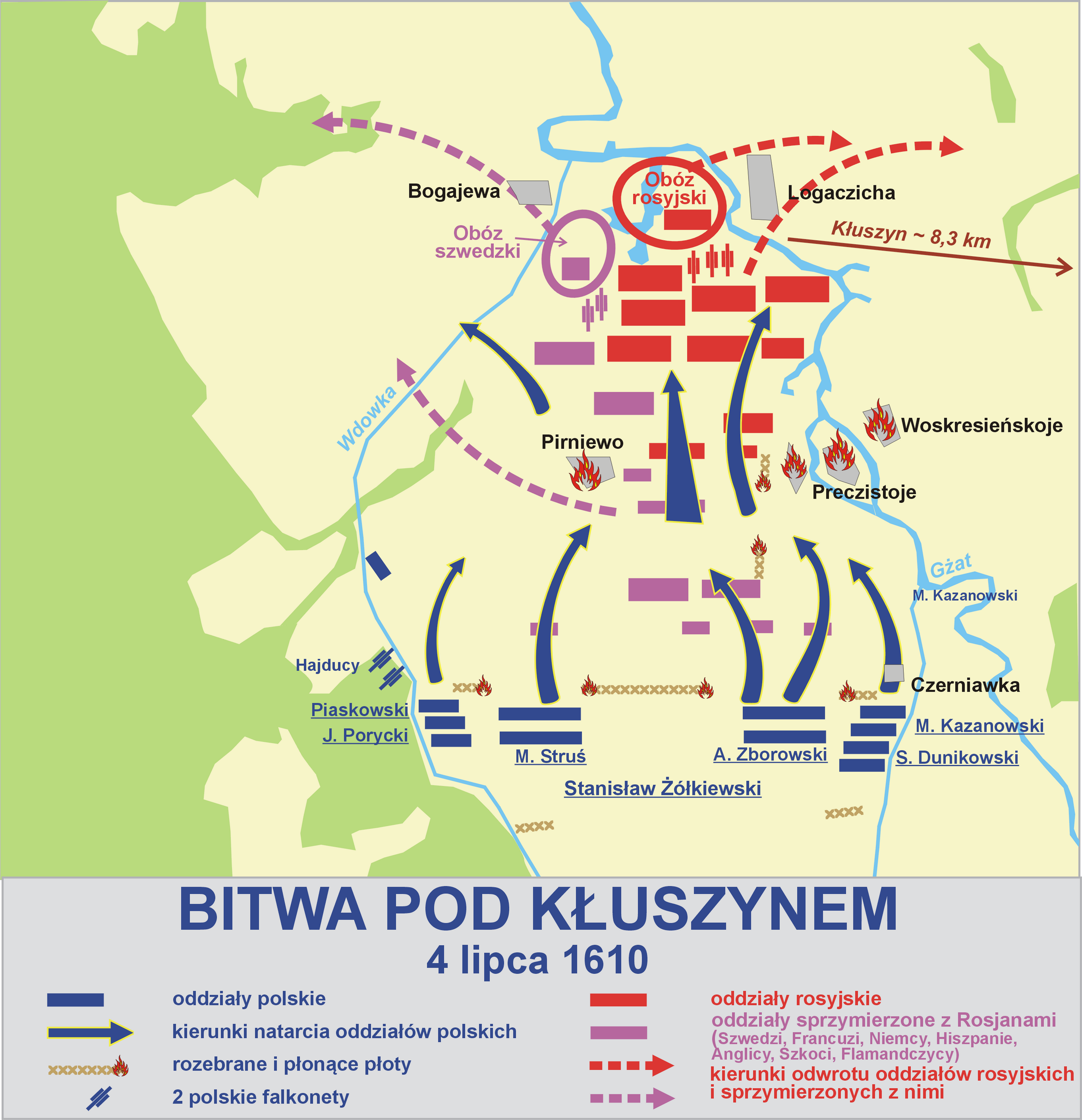
Slag bij Kloesjino

De Slag bij Kloesjino vond plaats op 4 juli 1610 en was een onderdeel van de Pools-Russische Oorlog.

## Achtergrond
In 1599 werd Sigismund Wasa afgezet als koning van Zweden en hij was op zoek naar een motief om zijn troon terug te winnen. Toen in 1609 Zweden een verbond sloot met het tsaardom Rusland, dat leed onder de Tijd der Troebelen, was dit voor Sigismund een oorlogsverklaring en viel hij de stad Smolensk aan. Dmitri Sjoejski, de jongere broer van tsaar Vasili IV van Rusland, stuurde een voorhoede van 8000 man om de stad te ontzetten. Deze voorwacht werd tot staan gebracht door hetman Stanisław Żółkiewski ter hoogte van Tsaryovo-Zaymishche. Intussen marcheerde Dmitri Sjoejski met de rest van zijn leger (ongeveer 30 000 man en een huurlingenleger van 5000 soldaten onder de leiding van Jakob De la Gardie) naar Smolensk. Stanisław Żółkiewski splitste zijn leger in twee, een deel hield de voorwacht tegen en met zijn bekwaamste mannen, waaronder de Poolse huzaren, ging hij in de tegenaanval.

## Slag
Het slagveld vond plaats op een vlak landbouwgebied. De strijd begon voor zonsopgang. Het Poolse leger bestond voornamelijk uit cavalerie, voornamelijk de Poolse huzaren, en een infanterie van ongeveer 400 Kozakken op de linkervleugel. Het Russische leger was verdeeld in buitenlandse huursoldaten aan de rechter- (noordwest-) flank, en het belangrijkste Russische leger aan de midden- en linker- (zuid-oost-) flank. De Russische gevechtslinie bestond uit infanterie (piekeniers, musketiers, haakbusschutters), achter dorpshekkens, en een tweede linie aan de achterzijde en op de linkervleugel (waar minder hekken waren), de Russische cavalerie.
Tijdens het eerste deel van de strijd bestormden de Poolse huzaren herhaaldelijk de versterkte Russische posities en probeerden ze te doorbreken. De Poolse strijdkrachten beukten tot tienmaal op de defensie in. De Russische artillerie, achtergelaten in het kamp, speelde geen rol in de strijd. Het centrum van het Russische leger viel uiteen, daarna werd de rechtervleugel overmeesterd, enkel de huursoldaten bleven gedurende enkele uren krachtig weerstand bieden op de linkervleugel. Toen uiteindelijk de Poolse infanterie en kanonnen arriveerden, werden de huurlingen gedwongen hun posities te verlaten. De Poolse troepen omsingelden nu de twee vijandelijke kampen.
In de steek gelaten door de Russen, gingen de buitenlandse huursoldaten onderhandelen met de Poolse troepen en gaven zich uiteindelijk over, nadat ze bevredigende voorwaarden hadden verkregen. De huursoldaten mochten zich terugtrekken op voorwaarde dat ze zich niet opnieuw lieten inlijven in het Russische leger. Bovendien kozen enkele honderden huursoldaten ervoor om van kant te wisselen en dienst te nemen bij het Poolse leger.
De strijd had vijf uur geduurd, daarna plunderden de Poolse troepen het Russische kamp.

## Vervolg
Smolensk viel in de handen van Sigismund. Stanisław Żółkiewski marcheerde verder naar Moskou. Zonder veel tegenstand werd hij er ontvangen en de zoon van Sigismund, Wladislaus Wasa werd uitgeroepen tot nieuwe tsaar.